# Wervershoof
Wervershoof  è una località olandese situata nella provincia dell'Olanda Settentrionale. Il comune autonomo dal 1º gennaio 2011 è stato accorpato a quello di Medemblik.